# Nieuwpoort (Olanda Meridionale)

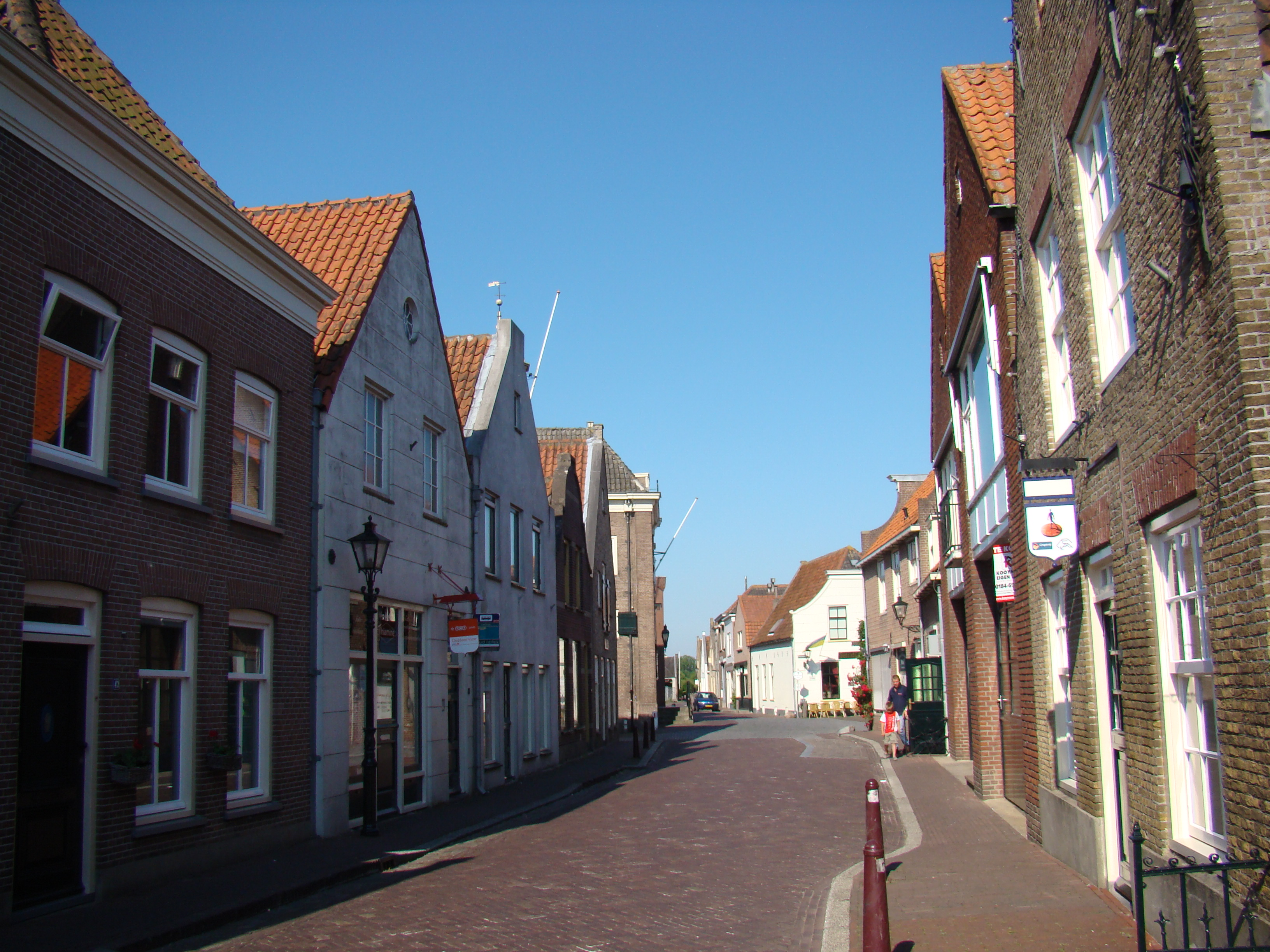
Nieuwpoort (Olanda Meridionale, Paesi Bassi): la Hoogstraat o via principale

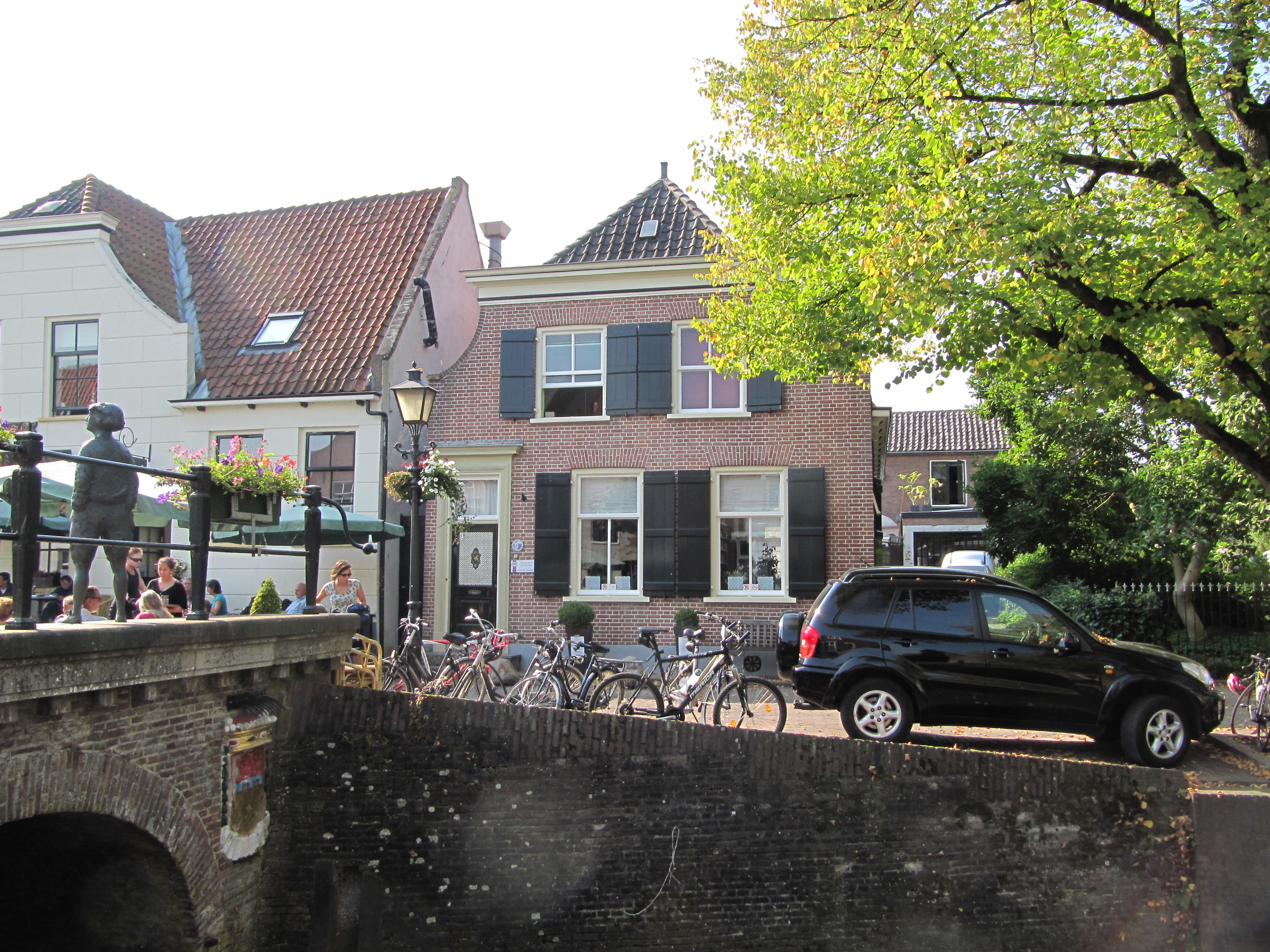
Edificio classificato come rijksmonument a Nieuwpoort

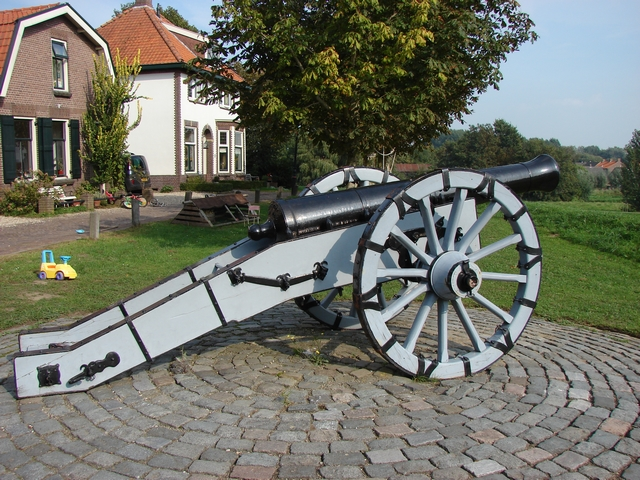
Cannone a Nieuwpoort

Nieuwpoort (0,092 km²) è una cittadina di circa 1.400 abitanti della provincia della Olanda Meridionale (Zuid-Holland), situata nella regione dell'Alblasserwaard e lungo il corso del fiume Lek; dal punto di vista amministrativo, è un ex-comune, accorpato dal 1986 al comune di Liesveld, comune a sua volta inglobato dal 2013 nella nuova municipalità di Molenwaard. Si tratta di una cittadina fortificata. dichiarata area di alto valore artistico.
Per via della sua posizione strategica, la città fu nel corso dei secoli teatro di molte battaglie e schermaglie.

## Etimologia
Il toponimo Nieuwpoort, attestato anche come Nuweport (1334), è una traduzione letterale del latino Nova Portus, che significa "porto nuovo".

## Geografia fisica

### Collocazione
Nieuwpoort si trova nella zona sud-orientale dell'Olanda Meridionale, al confine con la provincia di Utrecht e tra le località di Gouda e Leerdam (rispettivamente a sud-est della prima e a nord-ovest della seconda), a circa 50 km ad est di Rotterdam.

## Storia
La cittadina fu fondata nel 1270, quando il signore di Liesveld e il signore di Langerak decisero di creare un nuovo insediamento urbano lungo il confine dei territori di loro proprietà.
Il nuovo insediamento ottenne quindi lo status di città già nel 1283. A quell'epoca gli abitanti del luogo venivano chiamati "poorters".
Nel corso del Medioevo, la cittadina fu spesso devastata e conquistata.
Tra il 1600 e il 1672, Niewpoort fu dotata di fortificazioni.
Le fortificazioni di Nieuwpoort assunsero particolare importanza nel 1672, in seno alla guerra contro Luigi XIV di Francia.
|  |

Quando, nel 1795, i Francesi occuparono i Paesi Bassi, le fortificazioni cittadine persero però la propria funzione originaria.
Nel 1809 e nel 1820, le mura cittadine consentirono al centro di Nieuwpoort di restare protetto dalle inondazioni.
Nel 1969 le mura e i canali di Nieuwpoort vennero dichiarati monumenti protetti e nel 1977 iniziarono lavori di restauro, che terminarono nel 1998.
Il 1º gennaio 1986, Nieuwpoort perse lo status di comune e fu accorpata alla municipalità di Liesveld.

## Stemma
Lo stemma di Nieuwpoort reca una porta sull'acqua dorata con tre torri. Tale figura pare si apparsa già nel 1283, quando Nieuwpoort ottenne lo status di città.

## Architettura
Nieuwpoort è cinta da mura perfettamente conservata, che racchiudono un centro storico con viuzze risalenti al XVII secolo, anch'esse rimaste pressoché intatte.
La cittadina vanta 56 edifici classificati come rijksmonumenten.
Alcuni edifici sono decorati da formelle che possono recare lo stemma cittadino, lo stemma dei Paesi Bassi, un'arca, un alveare, ecc.

### Edifici e luoghi d'interesse

#### Municipio
Al nr. 53 di Hoofstraat, lungo una chiusa sul canale, si trova quello che un tempo era il municipio. L'edificio fu costruito nel 1696/1697.
|  |  |

#### Arsenale
L'arsenale risale al 1781.

## Amministrazione

### Gemellaggi
- Nieuwpoort, Belgio[2]